# Junkers R 42
Die Junkers R 42 war ein deutscher Bomber der 1920er Jahre.

## Entwicklung
Die R 42 war die Militärversion der Junkers G 24; die 42 stellt die Umkehrung der zivilen 24 dar. Wegen der im Versailler Vertrag geregelten Rüstungsbeschränkungen für das Deutsche Reich, konnte es weder in Deutschland gebaut, noch erprobt werden. Das Flugzeug wurde vom Zweigwerk Linham in Südschweden ausgeliefert und war, weitgehend mit der Junkers K 30 baugleich, für den Export in die Sowjetunion bestimmt. Die 23 Bomber wurden 1926/27 an das Zweigwerk Fili bei Moskau geliefert, wo sie dann durch Waffeneinbauten komplettiert wurden. In der Sowjetunion erhielten sie die Typenbezeichnung JuG-1. Unter dieser Typenbezeichnung dienten sie nach Ausmusterung beim Militär im Jahr 1931 mit geringen Umbauten noch im Passagier- und Gütertransport.

## Nutzer
SowjetunionLuftstreitkräfte, Seefliegerkräfte, Dobroljot

## Technische Daten

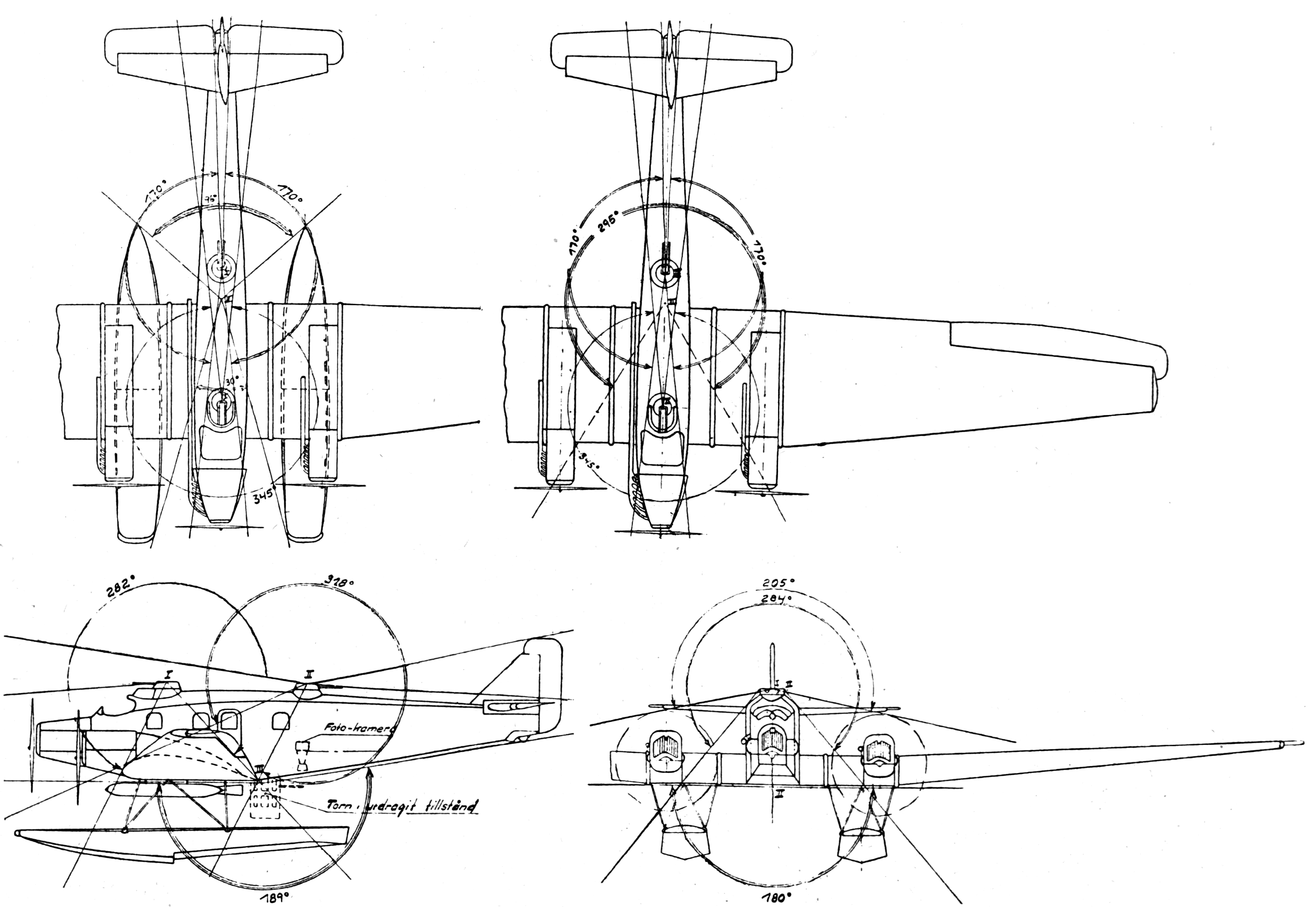
Dreiseitenansicht mit dargestelltem Schwenkbereich der Abwehrbewaffnung

| Kenngröße             | Daten           |
| --------------------- | --------------- |
| Baujahr               | 1926/27         |
| Länge                 | 15,30 m         |
| Spannweite            | 29,50 m         |
| Höhe                  | 4,80 m          |
| Flügelfläche          | 94,60 m²        |
| Leermasse             | 4320 kg         |
| Startmasse            | 6780 kg         |
| Antrieb               | 3 × Junkers L 5 |
| Höchstgeschwindigkeit | 175 km/h        |
| Reisegeschwindigkeit  | 155 km/h        |
| Gipfelhöhe            | 3000 m          |